# Torneo WTA 250 de Chicago 2021
El Chicago Women's Open 2021 fue un torneo profesional de tenis que se jugó en canchas duras. Fue la 1ª edición del torneo, y formó parte de los torneos WTA 250 del 2021. Tuvo lugar en Chicago, Estados Unidos entre el 22 de agosto y el 28 de agosto de 2021.

## Cabezas de serie

### Individuales femenino
| Tenista             | Ranking | Preclasificada |
| Elina Svitólina     | 6       | 1              |
| Camila Giorgi       | 39      | 2              |
| Sorana Cîrstea      | 40      | 3              |
| Tamara Zidanšek     | 41      | 4              |
| Markéta Vondroušová | 42      | 5              |
| Viktorija Golubic   | 48      | 6              |
| Kristina Mladenovic | 55      | 7              |
| Marta Kostyuk       | 56      | 8              |
| Alizé Cornet        | 57      | 9              |

- Ranking del 16 de agosto de 2021.

### Dobles femenino
| Tenista                           | Ranking | Preclasificadas |
| Nicole Melichar Demi Schuurs      | 23      | 1               |
| Hao-Ching Chan Yung-Jan Chan      | 42      | 2               |
| Nadiia Kichenok Raluca Olaru      | 80      | 3               |
| Lyudmyla Kichenok Makoto Ninomiya | 100     | 4               |

## Campeonas

### Individual femenino
Elina Svitólina venció a  Alizé Cornet por 7-5, 6-4

### Dobles femenino
Nadiia Kichenok /  Raluca Olaru vencieron a  Lyudmyla Kichenok /  Makoto Ninomiya por 7-6(8-6), 5-7, [10-8]